# Karlheinz Geppert
Karlheinz Geppert (* 8. September 1955 in Stuttgart), Hauptkustos a. D., ist ein deutscher Kulturwissenschaftler und war von 2004 bis 2021 Leiter des Kulturamts der Stadt Rottenburg am Neckar, 2013/14 und von 2016 bis 2023 Vorsitzender des Landesausschusses Heimatpflege Baden-Württemberg, ein Ehrenamt, das er bereits 2008/2009 innehatte, und zudem seit 2001 Vorsitzender des Arbeitskreises Heimatpflege im Regierungsbezirk Tübingen. Auch ist er seit 2021 Vorsitzender der baden-württembergischen Jury des Landespreis für Heimatforschung.

## Leben und Karriere
Geppert studierte an der Universität Tübingen und an der University of Maryland Empirische Kulturwissenschaft und Erziehungswissenschaft. 1986 schloss er ab mit einer Magisterarbeit über die Geschichte des Rottenburger Hospitals zum Heiligen Geist. Seit 1988 ist Geppert als Lehrbeauftragter am Ludwig-Uhland-Institut für Empirische Kulturwissenschaft der Eberhard Karls Universität Tübingen tätig. Im Mai 2022 wurde er mit der Ehrung Doctor of Humanities honoris causa von der Valparaiso University (Indiana, USA) gewürdigt. Im September 2024 wurde er mit der Heimatmedaille des Landes Baden-Württemberg ausgezeichnet.
Von 1984 bis 2004 Stadtarchivar in Rottenburg am Neckar war er von 1985 bis 1990 zugleich Kreisarchivar beim Landkreis Tübingen. 1992 wurde er Leiter des Sumelocenna-Museums, zuletzt als Hauptkustos. Bereits seit 1986 ist Geppert Geschäftsführer des Sülchgauer Altertumsvereins und auch Leiter des Sülchgau-Museums Rottenburg am Neckar. Zudem ist Geppert seit 2022 Geschäftsführer des 2001 gegründeten Fördervereins Schwäbischer Dialekt e.V.

## Publikationen (Auswahl)
- Arbeit statt Almosen (Sülchgauer Altertumsverein, Rottenburg am Neckar) 1999
- Jüdisches Baisingen (Medien und Dialog, Haigerloch) 2000
- Josef Eberle, Poet und Publizist (DVA, Stuttgart) 2001
- Stadtführer Rottenburg am Neckar (Süddeutsche Verlagsanstalt, Ulm) 2002
- Das jüdische Baisingen (Kunstverlag Fink, Lindenberg) 2022
- Rottenburg im Lauf der Zeit (Haus am Nepomuk, Rottenburg) 2024